# Ottomaans-Saoedische Oorlog
De Ottomaans-Saoedische Oorlog was een strijd tussen het Turkse Ottomaanse Rijk en het Saoedische emiraat Diriyah die plaatsvond van 1811 tot 1818.

## Geschiedenis
Toen de Saoedi's in 1802 de twee heilige steden van de islam, Mekka en Medina, veroverden op de Ottomanen, beval de Ottomaanse sultan Mahmud II Mohammed Ali van Egypte om tegen de Saoedi's op te treden, Mekka en Medina te heroveren en het grondgebied van het Ottomaanse Rijk te herstellen van de Saoedische aanval. De oorlog werd gewonnen door de Ottomanen. Abdullah I gaf zich op 9 september 1818 over en werd naar de Ottomaanse hoofdstad Istanbul gestuurd en daar geëxecuteerd, waarbij zijn hoofd in het water van de Bosporus werd geworpen. Het emiraat Diriyah werd vernietigd en de Eerste Saoedische Staat viel uiteen.

## Slagvelden
- Slag van Yanbu (1811)
- Slag van Al-Safra (1812)
- Slag van Medina (1812)
- Slag van Jeddah (1813)
- Slag van Mekka (1813)
- Slag van Nejd (1817-1818)
- Beleg van Diriyah (1818)